# Derry Girls
Derry Girls és una sèrie de televisió nord-irlandesa, de gènere sitcom, creada i escrita per Lisa McGee. Produïda per l'empresa anglesa Hat Trick Productions i amb un repartiment predominantment nord-irlandès, la trama transcorre a la ciutat de Derry, Irlanda del Nord, a la dècada de 1990. S'estrenà el 4 de gener de 2018 al Channel 4, i arran d'una ràpida renovació de la sèrie, començà la producció d'una segona temporada el 8 d'octubre de 2018. Aquesta segona temporada es projectà el març i abril de 2019, i una tercera i última temporada fou encarregada el 2020, però no s'emetria fins al 2022.

## Sinopsi
La història segueix les vides d'Erin (Saoirse-Monica Jackson), la seva cosina Orla (Louisa Harland) i les seves amigues Clare (Nicola Coughlan), Michelle (Jamie-Lee O'Donnell) i James (Dylan Llewellyn), el cosí anglès de Michelle, durant la seva adolescència a Derry en els anys dels Troubles del conflicte nord-irlandès, mentre estudien en una escola de secundària catòlica per a noies.
Erin viu amb el seu pare Gerry i la seva mare Mary, la seva germana petita Anna, així com amb la Sarah, la germana petita de Mary; l'Orla, la filla de Sarah, i en Joe, el seu avi matern. En James és el cosí de Michelle; la seva mare Cathy va deixar Derry per anar a avortar a Anglaterra però va donar a llum abans i el va criar a Londres. L'envià a Derry a viure amb la Michelle i la seva mare Deirdre quan es divorcià.

## Repartiment
- Saoirse-Monica Jackson com a Erin Quinn
- Nicola Coughlan com a Clare Devlin
- Louisa Harland com a Orla McCool
- Jamie-Lee O'Donnell com a Michelle Mallon
- Dylan Llewellyn com a James Maguire
- Tara Lynne O'Neill com a mare Mary
- Kathy Kiera Clarke com a tia Sarah
- Siobhan McSweeney com a germana Michael (monja)
- Tommy Tiernan com a pare Gerry
- Ian McElhinney com a avi Joe
- Anthony Boyle com a David Donnelly
- Leah O'Rourke com a Jenny Joyce
- David Ireland com a Sean Devlin

## Episodis

### Temporada 1 (2018)
| Núm. total | Núm. a la temporada | Títol           | Direcció       | Guió       | Data d'estrena | Espectadors al Regne Unit (milions) |
| --- | ------------------- | --------------- | -------------- | ---------- | -------------- | ----------------------------------- |
| 1 | 1                   | "Episode One"   | Michael Lennox | Lisa McGee | 4 gener 2018   | 3.28                                |
| El primer dia del nou any escolar, Michelle porta el seu cosí anglès James a l'escola. Es converteix en l'únic alumne masculí que l'escola ha tingut mai, perquè seria immensament assetjat en una escola de nens a causa del seu origen anglès. Michelle amenaça a una alumna de primer curs a l'autobús escolar, que li comporta, juntament amb Erin, Clare, Orla i James, a estar confrontats amb la seva companya de classe Jenny Joyce quan arriben a l'escola. Més tard, aquell dia, la germana Michael castiga al grup. Durant el càstig, la monja nonagenària que els supervisa mor mentre està asseguda a la cadira. |                     |                 |                |            |                |                                     |
| 2 | 2                   | "Episode Two"   | Michael Lennox | Lisa McGee | 11 gener 2018  | 3.02                                |
| Els adolescents no poden pagar les 375 lliures esterlines que costa per a cada un el viatge escolar a París. Quan Jenny diu que el cost del seu bitllet s'està pagant del seu fons fiduciari, Erin demana a la seva mare Mary que pagui del fons fiduciari, però li diu que no en té cap. El germà de l'avi Joe, Colm, visita, avorrint a la família amb la seva veu monòtona i lenta conversa a mesura que detalla un delicte del que recentment va ser víctima: dos homes de l'IRA van lligar-lo al radiador de casa, li van robar la camioneta, la van usar per transportar armes a la frontera amb la República d'Irlanda i la van fer explotar. Els adolescents van a la botiga de xips per comprar menjar per a emportar per a la família. Decideixen aconseguir feines a temps parcial. Michelle roba el tauló d'anuncis de la botiga, que la gerent Fionnula descobreix l'autoria després que li digués la mare de Clare, a qui Clare mateix li va confessar. Abans que cap d'ells pogués sol·licitar un lloc de treball, se'ls castiga a netejar la botiga, que ho fan estrepitosament malament. Michelle es dirigeix a la pis superior de la botiga de Fionnula i beu una mica del seu alcohol. Ensopega mentre duu diversos xarrups flamejats en una safata, crema la catifa, el paper de la paret i les cortines. James acaba amb el foc gràcies a un extintor i just després arriben Mary i Sarah, mare i tia d'Erin. Els adolescents afirmen que Michelle va caure mentre portava una espelma aromàtica, però Mary no se'ls creu, per la qual cosa ella i Sarah els lliguen, fingint que els lladres van cremar el pis per a robar la camioneta de Fionnula. No obstant això, no és una mentida convincent i Mary li diu a Fionnula que Michelle portava una espelma. |                     |                 |                |            |                |                                     |
| 3 | 3                   | "Episode Three" | Michael Lennox | Lisa McGee | 18 gener 2018  | 2.78                                |
| El grup té dificultats per a estudiar els exàmens. Mentre caminen per un carrer local, Erin veu el seu gos Toto, que la sorprèn perquè la seva mare Mary li havia dit que havia estat assassinat recentment en un accident de trànsit i que després el va enterrar al jardí. Els adolescents, preguntant-se si es tracta de Toto o un gos d'aspecte similar, el segueixen fins a una església catòlica. Els adolescents expliquen a la germana Michael i al sacerdot local, el pare Peter, que van veure l'estàtua de Maria, mare de Jesús a l'interior de l'església somrient i plorant. Totes les noies es veuen atretes pel físic de Peter. Els adolescents desenterren el taüt del jardí d'Erin i descobreixen que Toto no està enterrat allà. Mary admet a la seva filla Erin que Toto està viu i que el va fer desaparèixer perquè no li agradava. Erin admet a Peter que mentí sobre els moviments de l'estàtua i suggereix a Peter que es converteixin en parella mentre que James li diu a Peter que ha decidit convertir-se en sacerdot. Peter rebutja els dos i se'n va. |                     |                 |                |            |                |                                     |
| 4 | 4                   | "Episode Four"  | Michael Lennox | Lisa McGee | 25 gener 2018  | 2.55                                |
| Un grup d'adolescents ucraïnesos visiten l'escola. Un d'ells, Katya, es queda amb Erin i vol tenir relacions sexuals amb James. Els adolescents van a una festa a la casa de vuit dormitoris de Jenny. Michelle vol tenir relacions sexuals amb un dels nois ucraïnesos, però canvia d'idea a la festa quan descobreix que és en realitat es tracta d'un protestant de Belfast Oriental que s'ha perdut. Més tard, a la festa, Erin acusa a Katya de ser prostituta, i paralitza la festa. Katya i James no tenen relacions sexuals. Mentrestant, Mary i Sarah no accepten la nova parella a la vida de l'avi Joe. |                     |                 |                |            |                |                                     |
| 5 | 5                   | "Episode Five"  | Michael Lennox | Lisa McGee | 1 febrer 2018  | 2.63                                |
| És 12 de juliol; la família i els amics viatgen en dos cotxes cap a la frontera amb la República d'Irlanda. En el camí es queden atrapats en una marxa orangista, després troben un militant de l'IRA al maleter. Quan van a una cafeteria, salta, roba una carpa del maleter i puja al maleter d'un altre cotxe mentre inicia el trajecte. |                     |                 |                |            |                |                                     |
| 6 | 6                   | "Episode Six"   | Michael Lennox | Lisa McGee | 8 febrer 2018  | 2.76                                |
| Erin es complau a convertir-se en l'editora del periòdic de l'escola i lluita per esbrinar què escriure com a història principal. Utilitza una carta anònima d'una alumna a l'escola i la publica com "La vida secreta d'una lesbiana", encara que Clare i la germana Michael l'adverteixen que no ho faci. Quan Clare revela a Erin ser l'autora de la carta anònima, Erin la rebutja inicialment i li diu que torni a l'"armari". Al concurs de talents de l'escola, Orla realitza una rutina de ball basada en pasos d'aeròbic a la vegada que sona «Like a Prayer» de Madonna. Les espectadores de l'actuació la ridiculitzen fins que Erin i Clare la recolzen verbalment i, juntament amb Michelle i James, s'uneixen a Orla a l'escenari. A casa d'Erin, la resta de la família veu a la televisió les notícies d'un atemptat amb bomba que causa la mort de 12 persones. |                     |                 |                |            |                |                                     |

### Temporada 2 (2019)
| Núm. total | Núm. a la temporada | Títol                                | Direcció       | Guió       | Data d'estrena | Espectadors al Regne Unit (milions) |
| --- | ------------------- | ------------------------------------ | -------------- | ---------- | -------------- | ----------------------------------- |
| 7 | 1                   | "Across the Barricade"               | Michael Lennox | Lisa McGee | 5 març 2019    | 3.68                                |
| Els adolescents i els seus companys de classe passen un cap de setmana amb Friends Across the Barricade, una iniciativa de pau amb alumnes d'un institut de secundària de nois protestants. A cada adolescent se li assigna un "amic" de l'altra escola, però Peter - retornat al sacerdoci després d'una relació fracassada - no és capaç de guiar-los a trobar el terreny comú. James intenta un accent i una actitud de classe treballadora per fer amistat amb el seu amic, que només el desconcerta, com ho fa l'intens survivalisme d'Orla, mentre que Michelle i Erin no deixen de seduir els seus companys, Harry i Dee. Com que Harry es compromet amb la seva polsera de castedat, Michelle exigeix canviar els seus amics. El grup es prepara per a rapelar un penya-segat, però Clare, aterroritzada, el seu amic la deixarà caure a causa de confondre fonèticament el seu odi als "esportistes" pels "catòlics". Tots els pares són convocats i les seves lliçons resultants als seus fills inspiren a Erin a escriure "pares" a la pissarra com alguna cosa que tenen en comú catòlics i protestants i comparteix un somriure amb Dee. |                     |                                      |                |            |                |                                     |
| 8 | 2                   | "Ms De Brún and the Child of Prague" | Michael Lennox | Lisa McGee | 12 març 2019   | 3.35                                |
| La germana Michael li agrada molt l'estàtua del Nen de Praga. Una nova professora d'anglès, la senyora De Brún, els encanta a Erin i als seus amics. Sarah, Ciaran, Joe i Colm interrompen la cita de Mary i Gerry al cinema. La projecció de Sospitosos habituals s'interromp i s'evacua la sala a causa d'una alerta de seguretat, i Mary es frustra per no haver vist el final de la pel·lícula. Tornen a casa per descobrir que els adolescents han assaltat les llaminadures de Nadal. Encantats per la carismàtica senyora De Brún, els amics són convidats a casa seva, on els dona vi. A l'escola, s'assabenten que ha marxat. Furiosament suposant que ha estat acomiadat, roben l'estàtua com a xantatge per a obligar l'escola a readmetre a la senyora De Brún. Trencant accidentalment el cap de l'estàtua, l'enganxen de cap per avall mentre entra la germana Michael. L'escola convoca als pares de les noies, i després s'hi uneix la senyora De Brún, que revela que va renunciar per a una millor posició en un altre lloc, contradint les seves lliçons sobre l'"espontaneïtat”. S'encomana als familiars a substituir l'estàtua i els adolescents reben una suspensió d'una setmana. La germana Michael explica a Mary el gir argumental de Sospitosos habituals.                                                                                               |                     |                                      |                |            |                |                                     |
| 9 | 3                   | "The Concert"                        | Michael Lennox | Lisa McGee | 19 març 2019   | 3.05                                |
| El grup d'amics es prepara per a assistir al concert de Take That a Belfast, però un reportatge de televisió sobre l'escapada d'un os polar del zoo de Belfast porta a Mary a prohibir-los l'assistència a l'esdeveniment musical. Coratjosament, pugen a un autobús cap a Belfast, amb Michelle portant una maleta de vodka. La germana Michael també està a bord i els amics li diuen que la maleta no és seva. L'autobús està aturat i l'exèrcit utilitza un vehicle de control remot per detonar l'equipatge sospitós. Fugint a peu, els amics es troben amb nòmades irlandesos i accepten viatjar amb una conductora que passa, Rita. Borratxa i distreta per l'òpera, Rita xoca contra una ovella i les noies es veuen obligades a desplaçar-se fora de la carretera. Adonant-se que James –que té les entrades pel concert– no està amb elles, el recuperen dels nòmades irlandesos. De tornada a casa, els adults s'assabenten que l'os polar fou recuperat pels bombers a prop de la carretera A6 mentre menjava les despulles d'una ovella. Les mares de Michelle i Clare arriben, esperant trobar a Michelle, James i Clare allà, i els adults s'adonen que els adolescents van mentir per anar al concert. Veient el concert a la televisió, Gerry riu quan els veu entre el públic.                                                                                     |                     |                                      |                |            |                |                                     |
| 10 | 4                   | "The Curse"                          | Michael Lennox | Lisa McGee | 26 març 2019   | 3.08                                |
| La família es reuneix per a un casament, al qual Erin ha portat les seves amigues. La germana de la mare de Mary i Sarah, Bridie, assistint amb el seu fill de 50 anys, Eamonn, insulta la criança de Mary, Sarah i Joe. Mary respon dient-li a Bridie que "caigui morta"; segons després, Bridie mor. Mary s'atabala especulant que té el poder de maleir la gent. Al velatori de Bridie, Michelle pressiona els seus amics perquè tastin els scones fets amb marihuana, que inadvertidament es reparteixen a la festa. Recuperant la majoria de scones, els amics intenten llençar-los pel vàter, bloquejant-lo i provocant una inundació. Reconeixent que les arracades de Bridie havien estat robades a la seva mare, Mary i Sarah les treuen del cadàver de Bridie, però són enxampades per Eamonn. De tornada a casa, Joe ofereix a la família diversos scones salvats del velatori, mentre Erin s'horroritza. |                     |                                      |                |            |                |                                     |
| 11 | 5                   | "The Prom"                           | Michael Lennox | Lisa McGee | 2 abril 2019   | 2.59                                |
| A l'escola, Jenny organitza un ball d'estil dels anys 1950 i la germana Michael presenta Mae, una nova alumna d'origen asiàtic procedent del comtat de Donegal. Convidada al grup de Clare, Mae es venja contra Jenny per comprar el vestit que volia. Amb James assistint a una convenció de Doctor Who la nit de ball, Erin s'ofereix a anar amb Clare però, en el seu lloc, convida a John Paul, el seu amor no correspost. Mae demana a Clare que vagi amb ella, i Orla agafa a Joe. Erin s'enfonsa quan John Paul no apareix, però James, avisat per Mary, se salta la seva convenció per portar-la al ball. Les dues cites separades de Michelle marxen junts al pub, i Clare aprèn de l'antiga companya de classe de Mae que Mae va ser expulsada de la seva última escola per ser una assetjadora. Els amics s'adonen que Mae planeja humiliar a Jenny ja que serà coronada reina de la promoció, inspirada per Carrie. Clare intenta detenir Mae, mentre Erin, Michelle i James intenten desplaçar Jenny fora de l'escenari, però acaben embrutades amb el que resulta ser suc de tomàquet. Els adults veuen un reportatge de televisió sobre l'alto el foc de l'IRA i s'uneixen als seus veïns que celebren al carrer. |                     |                                      |                |            |                |                                     |
| 12 | 6                   | "The President"                      | Michael Lennox | Lisa McGee | 9 abril 2019   | 2.31                                |
| Derry espera la visita del president dels Estats Units Bill Clinton el 30 de novembre de 1995. La majoria de les escoles tancaran, però la germana Michael insisteix en un dia normal de la Mare de Déu Immaculada. Després d'haver-li escrit a Chelsea Clinton, els amics tenen intenció de passar el dia amb ella, mentre que Joe, Colm i Jim intenten rastrejar el president amb una ràdio CB. Creuen que s'allotja a la localitat de Burt, situda a la península d'Inishowen, al comtat de Donegal, on Gerry els condueix de mala gana només per descobrir que estaven escoltant a una oficina de taxis. La majoria dels estudiants s'absenten a classe i trien veure el discurs de Clinton i només Jenny i Aisling assisteixen a l'escola; Aisling surt i la germana Michael li diu a Jenny que faci el mateix. La mare de James, Cathy, torna per portar-lo de nou a Londres per tal que l'ajudi amb el seu negoci de disseny d'adhesius. James diu a les seves amigues que marxa, però Michelle el segueix, advertint de l'egoisme de la seva mare i assegurant-li que és una veritable "Derry Girl", però James es nega a quedar-se. Amb la seva mare cap a l'aeroport, James decideix quedar-se a Derry. Torna amb les noies i s'abracen, caminant junts davant d'una botiga de lloguer de televisors que projecten imatges del discurs de Clinton a la plaça de Guildhall. |                     |                                      |                |            |                |                                     |

## Recepció
Fou la sèrie de televisió més vista a Irlanda del Nord des que començaren l'any 2002 els baròmetres moderns, sent vista per una mitjana de 519.000 espectadors i una audiència del 64,2%. Una Mullally de l'Irish Times elogià la sèrie assegurant que «Els diàlegs de Derry Girls són sublims, les actuacions perfectes, el repartiment és brillant». L'11 de gener de 2018, després de l'estrena del primer episodi, es decidí ampliar la sèrie i es renovà per una segona temporada. Cada episodi fou vist per més de dos milions d'espectadors. Al final de la primera temporada, Barbara Ellen de The Guardian escrigué que la sèrie li recordava The Inbetweeners, Father Ted i Bad Education.
El 31 de juliol de 2018, guanyà el premi Campió de Comèdia de Radio Times, després d'una intensa i disputada competició contra Inside No. 9. Concretament, Derry Girls rebé 462.946 vots mentre que Inside No. 9 n'aconseguí 461.140. A la gala dels premis de televisió IFTA 2018 guanyà el premi a la Millor Comèdia i Lisa McGee aconseguí el premi a la Millor Guionista - Comèdia/Fulletó.
La sèrie fou adquirida per Netflix per difondre'n internacionalment la 1a temporada, que començà a emetre el 21 de desembre de 2018. La 1a temporada es començà a emetre el 2 d'agost de 2019, excepte al Regne Unit i a Irlanda.

## Premis i nominacions
| Any  | Premi                                     | Categoria                                     | Nominació              | Resultat  | Ref.   |
| ---- | ----------------------------------------- | --------------------------------------------- | ---------------------- | --------- | ------ |
| 2018 | Premi Radio Times al Campió de la Comèdia |                                               | Derry Girls            | Guanyador | [ 20 ] |
| 2018 | Premis de la Gala de Televisió IFTA       | Millor interpretació femenina                 | Saoirse-Monica Jackson | Nominat   | [ 21 ] |
| 2018 | Premis de la Gala de Televisió IFTA       | Millor interpretació masculina                | Tommy Tiernan          | Nominat   | [ 21 ] |
| 2018 | Premis de la Gala de Televisió IFTA       | Millor comèdia                                | Derry Girls            | Guanyador | [ 22 ] |
| 2018 | Premis de la Gala de Televisió IFTA       | Millor guionista d'una comèdia o telenovel·la | Lisa McGee             | Guanyador | [ 22 ] |
| 2018 | Premis dels Guionistes Britànics          | Millor guió de comèdia a la televisió         | Lisa McGee             | Guanyador | [ 23 ] |
| 2018 | Premis de la British Comedy Guide         | Millor nova sitcom de televisió               | Derry Girls            | Guanyador | [ 24 ] |
| 2019 | Premis de la Royal Television Society     | Millor comèdia guionitzada                    | Derry Girls            | Guanyador | [ 25 ] |
| 2019 | Premis de la Royal Television Society     | Millor guionista (Comèdia)                    | Lisa McGee             | Nominat   | [ 25 ] |
| 2019 | Premis BAFTA de televisió                 | Millor comèdia guionitzada                    | Derry Girls            | Nominat   | [ 26 ] |
| 2020 | Premis de la Royal Television Society     | Millor interpretació de comèdia (femenina)    | Saoirse-Monica Jackson | Guanyador | [ 27 ] |
| 2020 | Premis de la Royal Television Society     | Millor comèdia guionitzada                    | Derry Girls            | Nominat   | [ 27 ] |
| 2020 | Premis BAFTA de televisió                 | Millor comèdia guionitzada                    | Derry Girls            | Nominat   |        |